# Danny Boy O'Connor
Pour les articles homonymes, voir O'Connor.
Daniel O'Connor, né le 12 décembre 1968, mieux connu sous le nom de Danny Boy ou Danny Boy O'Connor, est un rappeur américain, directeur artistique et directeur exécutif du musée The Outsiders House Museum. O'Connor a passé son enfance à New York, avant de déménager à Los Angeles dans les années 1980. Dans les années 1990, il a cofondé le groupe de rap House of Pain avec le rappeur Erik Schrody (Everlast) et le DJ Leor Dimant (DJ Lethal). En s’inspirant de leur héritage culturel, ils se sont présentés comme des hooligans irlando-américains turbulents. O'Connor a joué le rôle de directeur artistique, créant les logos, l’image de marque, agissant comme hype man et co-rappeur. En 1992, avec les singles "Jump Around" et "Shamrocks and Shenanigans", leur premier album éponyme, également connu sous le nom de Fine Malt Lyrics, a été certifié disque de platine.
Ils ont ensuite sorti Same as It Ever Was (1994), certifié disque d’or, puis Truth Crushed to Earth Shall Rise Again (1996), avant que chacun ne suive sa propre voie. O'Connor a participé à plusieurs projets musicaux, tout en continuant à faire du design en tant qu’indépendant. En 2006, O'Connor a fondé le groupe de rap La Coka Nostra, où il a été rejoint par George Carroll (Slaine), William Braunstein (Ill Bill), Dimant, et Schrody (seulement pour le premier album). Ensemble, ils ont sorti trois albums : A Brand You Can Trust (2009), Masters of the Dark Arts (2012) et To Thine Own Self Be True (2016).
En 2016, O'Connor, fan de longue date du livre The Outsiders de S. E. Hinton et de son adaptation cinématographique par Francis Ford Coppola, a acheté la maison utilisée dans le film, située à Tulsa, dans l’Oklahoma. Il l’a transformée en musée nommé The Outsiders House Museum, qui contient de nombreux objets liés au livre et au film. Pour ses efforts dans la préservation de ce lieu emblématique de la culture populaire, il a reçu les clés de la ville.

## Jeunesse
O'Connor est né à Brooklyn, New York, le 12 décembre 1968. Son père a été incarcéré alors qu'O'Connor n'avait que deux mois. Lui et sa mère ont déménagé à Los Angeles lorsqu’il avait six ans. À l’âge de dix-sept ans, son père, un alcoolique sans-abri, a été assassiné par une personne qui l’a aspergé d’essence avant d’y mettre le feu. À cette époque, O'Connor faisait partie d’un gang impliqué dans de petits délits, et il a été placé sous probation.

## Carrière

### 1990–1992: Fondation de House of Pain et percée musicale
En 1990, O'Connor s'est associé avec le rappeur Erik Schrody (Everlast), qui venait tout juste de sortir un album de rap intitulé Forever Everlasting (1990), qui n’a pas rencontré beaucoup de succès. O'Connor connaissait Schrody depuis leurs années passées au lycée William Howard Taft à Woodland Hills, en Californie (1984–1986), ainsi que par le biais de divers événements hip-hop auxquels ils assistaient durant leur adolescence. Tous deux d'origine irlandaise, ils ont décidé de former un groupe de hip-hop reflétant cette identité. Un jour, alors qu’ils traînaient chez O'Connor, Schrody a remarqué une cassette intitulée House of Pain, qui était une démo d’un groupe punk qu’O'Connor avait tenté de monter. Schrody a beaucoup aimé le nom et a proposé qu’ils le réutilisent pour leur nouveau groupe. Schrody a alors fait appel à son ancien DJ, Leor Diamant (DJ Lethal), d’origine lettone, et House of Pain est né[citation nécessaire]. Au sein du groupe, O'Connor jouait le rôle de hype man, deuxième rappeur, directeur artistique et graphiste. Après avoir enregistré une démo, dont O'Connor a conçu la pochette, une guerre d'enchères entre labels a éclaté. Le label qu’ils ont choisi fut Tommy Boy Records, qui a déclaré que c’est l’aspect visuel créé par O'Connor qui avait attiré leur attention au départ[citation nécessaire].
En 1992, ils ont sorti leur premier album, House of Pain, sous-titré Fine Malt Lyrics. Leur premier single, "Jump Around", a été un énorme succès. Aux États-Unis, il a atteint la 3e place du Billboard Hot 100, la 5e du Hot Rap Songs, la 13e du Rhythmic Top 40, la 1re du Hot Dance Music/Maxi-Singles Sales, la 17e du Billboard Dance Club Songs, et a été certifié platine. O'Connor a exprimé des regrets de ne pas avoir participé à l’écriture de "Jump Around", en raison des droits d’auteur qu’il aurait pu percevoir plus tard. Leur deuxième single, "Shamrocks and Shenanigans (Boom Shalock Lock Boom)", a atteint la 65e place du Billboard Hot 100, la 75e du Hot R&B/Hip-Hop Songs, la 14e du Dance Club Songs et la 74e du Radio Songs[citation nécessaire]. L'album a atteint la 14e place du Billboard 200, la 14e du Billboard Top Current Albums, la 16e du Top R&B/Hip-Hop Albums, la 14e du Top Album Sales, et a également été certifié platine. Rolling Stone lui a attribué trois étoiles et demie, le qualifiant de bon plus, et a noté : « avec un groove assuré, cette collection de morceaux de hip-hop hardcore offre de nombreux moments de peps technicolor, et porte également le titre House of Pain ». Le magazine Q lui a donné trois étoiles, le qualifiant de bon album, et a déclaré : « leur musique s'inscrit dans l'école du hip-hop dense et percutant... le groupe a assimilé les leçons musicales du rap noir et crée une plateforme satisfaisante pour leurs prestations au-dessus de la moyenne... » The Source l’a également qualifié de bon plus, lui a attribué trois étoiles et demie, et a conclu : « un album très solide et parfois exceptionnel... imaginez si Licensed to Ill n’était pas une affaire juive de classe moyenne supérieure mais plutôt une histoire irlandaise de classe ouvrière... l’ambiance est un mélange entre une fête étudiante et une bagarre de bar... » NME lui a donné une note de six, le qualifiant de bon et notant qu’il « contient du rap créatif et accompli ».[citation nécessaire] Rob Theakston, d’AllMusic, lui a attribué quatre étoiles.

### 1993–1996: Succès continu et séparation du groupe
En 1993, O'Connor et ses compagnons de groupe figurent parmi les artistes de rap ayant fait une apparition dans le film "Who's the Man?" de Ted Demme,. Pour ce projet, ils ont fourni une chanson-thème du même nom, utilisée à la fois comme single pour la bande originale et pour leur album suivant. Le morceau a atteint la 97e place du Billboard Hot 100, la 77e du Hot R&B/Hip-Hop Singles & Tracks et la 10e du Hot Dance Music/Maxi-Singles Sales aux États-Unis.[citation nécessaire]
En 1994, ils sortent l’album Same as It Ever Was. L’album a culminé à la 12e place du Billboard 200, du Billboard Top Current Albums, du Top R&B/Hip-Hop Albums, ainsi que du Top Album Sales, et a été certifié or. AllMusic lui a attribué quatre étoiles sur cinq. Matt Carlson, du Michigan Daily, a trouvé l’album très bon et a noté que « la musique est détendue, avec des forces puissantes sous-jacentes qui la renforcent ». J.D. Constantine, du Baltimore Sun, n’a pas apprécié l’album, le trouvant monotone et sans imagination. Roger Catlin, du Hartford Courant, a trouvé la continuité monotone mais a aussi déclaré qu’il s’agissait d’un « album percutant et captivant », ainsi qu’« une solide performance ». Andrew Love, du Ocala Star-Banner, lui a attribué quatre étoiles, affirmant que « ce groupe a clairement progressé en l’espace d’un seul album ». Le critique musical Robert Christgau, qui n’avait pas aimé leurs albums précédent et suivant, lui a donné la note de A−, le qualifiant de « l'album hip-hop le plus percutant de l’année ».
Toujours en 1994, O'Connor joue dans le téléfilm Shake, Rattle and Rock! réalisé par Allan Arkush, faisant partie de la série Rebel Highway.
En 1996, ils sortent Truth Crushed to Earth Shall Rise Again. L’album a atteint la 47e place du Billboard 200, du Top Current Albums, la 31e du Top R&B/Hip-Hop Albums, et à nouveau la 47e du Top Album Sales. Lors de la soirée de lancement, Schrody décide de dissoudre le groupe.[citation nécessaire] Dave Ferman, du Fort Worth Star-Telegram, lui a attribué une étoile et demie, le qualifiant de « désastre lamentable ». Steve Juon, de RapReviews, lui a donné sept sur dix. AllMusic lui a donné deux étoiles et demie sur cinq. Sputnikmusic a écrit que « le LP le plus complet, cohérent et mémorable du trio est cruellement sous-estimé ».
Toujours en 1996, O'Connor est annoncé au casting du premier film réalisé par Soleil Moon Frye. Le film est sorti en 1998 sous le titre Wild Horses.[citation nécessaire]

### 1997–2018: descente dans l’oubli et retour à la renommée
Après la séparation de House of Pain, O'Connor a déclaré avoir eu des problèmes de dépendance à la drogue, une habitude qu’il aurait développée en devenant célèbre, et avoir dépensé tout l’argent gagné grâce au succès du groupe[citation nécessaire]. Il a affirmé s’être brièvement sevré en 2000 en rejoignant un programme en douze étapes, mais avoir rechuté après avoir bu un verre[citation nécessaire], avant de reprendre le programme en 2005, et d’être resté sobre depuis lors.
Malgré tout, O'Connor est resté actif dans divers projets musicaux et a également travaillé en indépendant, notamment dans le design de logos, le streetwear et les sneakers[citation nécessaire].
En 2001, le nouveau groupe d’O'Connor, XSupermodels (XSM), n’a vu qu’une sortie promotionnelle de leur album Artificial Intelligence. La même année, il a été le rappeur invité sur la reprise par Powerman 5000 du morceau "Relax" de Frankie Goes to Hollywood, pour la bande originale du film Zoolander[citation nécessaire].
Fin 2004, O’Connor initie la création du supergroupe de rap La Coka Nostra alors qu’il encadrait de jeunes artistes[citation nécessaire]. Il explique avoir repéré George Carroll (Slaine) et John Faster (Big Left), et les avoir présentés à son ancien DJ de House of Pain, Leor Diamant. Ils décident alors de former un groupe avec un autre rappeur (qui n’est pas resté longtemps), tandis qu’O’Connor devient le hype man et directeur artistique du projet. Le groupe commence à publier sa musique sur MySpace, où elle devient virale. O’Connor sent qu’il manque une pièce et invite le rappeur expérimenté William Braunstein (Ill Bill) à rejoindre le groupe. Le nom du groupe est né d’un surnom lancé en plaisantant par O’Connor après une sortie. Finalement, son ancien collègue de House of Pain, Erik Schrody, montre aussi son intérêt pour le projet. En 2008, le groupe est composé d’O’Connor, Carroll, Diamant, Braunstein et Schrody (qui quittera après la sortie du premier album)[citation nécessaire].
En 2005, le documentaire Just for Kicks, consacré au phénomène des sneakers dans la culture hip-hop, est présenté en avant-première. O’Connor y est crédité comme producteur. Le film remporte les prix du "Meilleur documentaire" et du "Meilleur film global" au Festival de cinéma des Îles Vierges américaines. Il est sélectionné dans plusieurs festivals : Tribeca, Sheffield, Amsterdam, Bangkok, Res Fest, New York Latino, San Francisco Black, NYC Urban World, Leipzig, et bien d’autres.
En 2009, La Coka Nostra sort A Brand You Can Trust, le 14 juillet, sur Suburban Noize Records. L’album s’écoule à plus de 500 000 exemplaires[citation nécessaire]. AllMusic lui attribue quatre étoiles sur cinq. Andrew Kameka de HipHopDX écrit que l’album est « un effort solide dans l’ensemble, exactement ce que l’on peut attendre d’un supergroupe de membres partageant la même énergie musicale ». Adam Kennedy, de la BBC, loue certains passages tout en notant que « c’est une mise en bouche alléchante des capacités du groupe, mais qu’ils doivent encore améliorer leur taux de satisfaction auditive, qui peine à séduire un morceau sur trois ici ». Steve Juon, de RapReviews, lui donne sept sur dix. Thomas Quinlan, d’Exclaim!, déclare que « La Coka Nostra est une combinaison de collaborateurs intéressante qui tient ses promesses ».
Également en 2009, House of Pain se reforme lors d’un événement privé organisé par le président de l’UFC, Dana White, à Boston, pour la Saint-Patrick. Leur retour est officiellement annoncé le 10 août 2010, avec leur premier concert officiel en dix ans, lors du festival Epicenter à Fontana (Californie), le 25 septembre 2010. Bien que Diamant fasse toujours partie du groupe, il ne participe pas à la tournée de 2011 en raison d’engagements avec Limp Bizkit,. En avril–mai 2011, House of Pain participe au festival Groovin' the Moo en Australie, puis joue au T in the Park en Écosse le 9 juillet 2011, ainsi qu’au Sonisphere UK Festival le 12 juillet de la même année[citation nécessaire]. Le groupe se reforme de nouveau en 2017 pour une tournée du 25e anniversaire, avec des dates à Washington DC, Ohio, Pennsylvanie, New York, Massachusetts et Californie.
Cette même année, pendant une escale de trois jours à Tulsa, dans l'état de l'Oklahoma, O’Connor en profite pour visiter la maison utilisée dans le film The Outsiders (1983). Il prend une photo, la publie sur MySpace, et l’image devient virale[citation nécessaire]. Cela le pousse à fonder le Delta Bravo Urban Exploration Team. Avec des membres à Los Angeles, Chicago et New York, l’équipe documente des lieux emblématiques de la culture pop issus du cinéma, de la télévision, de la musique et des faits divers. Leur spécialité est de montrer des photos des lieux aujourd’hui en les comparant à ce qu’ils étaient au moment de leur notoriété. Le groupe a identifié des lieux issus de films et séries comme Fast Times at Ridgemont High (1982), Saturday Night Fever (1977), Valley Girl (1983), The Bad News Bears (1976), All in the Family (1971–1979), Gilligan’s Island (1964–1967), etc.
En 2012, séparément de Delta Bravo, La Coka Nostra sort son deuxième album Masters of the Dark Arts. Il atteint la 176e place du Billboard Top Current Albums, la 40e des Independent Albums et la 31e des Top R&B/Hip-Hop Albums[citation nécessaire]. Adam Fleischer, du magazine XXL, souligne que « La Coka Nostra reste fidèle à son identité sur ce nouvel album » et que « ce sont en effet des maîtres des arts obscurs ». HipHopDX donne une critique positive en décrivant l’album comme « une virée sinistre et joyeusement violente, à contre-courant de la pop ». Peter Marrack, d’Exclaim!, salue également l’album et le décrit comme « un aller simple vers l’enfer ». Nathan G. O’Brien, de Scene Point Blank, lui donne quatre étoiles sur cinq, déclarant que « avec Masters of the Dark Arts, La Coka Nostra propose une union presque parfaite entre boom-bap percutant, scratchs de DJ et rimes dures ancrées dans le réalisme ».
En 2016, La Coka Nostra sort l’album To Thine Own Self Be True. Il atteint la 38e place du Billboard Top R&B/Hip-Hop Albums.[citation nécessaire] Steve Juon, de RapReviews, lui donne huit et demi sur dix, écrivant : « pendant 45 minutes de bonheur, c’est une dose pure de nostalgie qui passe directement par les canaux auditifs jusqu’aux centres de dopamine de mon cerveau ».

### 2019–présent:The Outsiders House Museumet travaux actuels
O'Connor, un fan de longue date du livre The Outsiders de S. E. Hinton et de son adaptation cinématographique réalisée par Francis Ford Coppola, a ouvert le musée The Outsiders House Museum à Tulsa, Oklahoma, le 9 août 2019. Depuis 2009, lorsqu'il a découvert la maison où vivaient les personnages principaux du film, les frères Curtis, à Tulsa, O'Connor a toujours envisagé de l'acheter, ce qu'il a finalement fait en 2016,. O'Connor a dit qu'il l'avait achetée sans la voir et qu'à sa première visite, elle était en mauvais état. Avec l'aide d'amis, du Bureau du film et de la musique de l'Oklahoma, du conseil municipal, des entreprises locales et de bénévoles, la restauration a commencé,. Après avoir levé des fonds, la maison a subi d'importantes rénovations pour la restaurer et préserver son authenticité par rapport au film. Une collecte GoFundMe a été mise en place pour obtenir des fonds supplémentaires, avec des donateurs notables comme Jack White, qui a donné 30 000 $, et Billy Idol. Pour lever des fonds, des projections du film ont été organisées, auxquelles l'acteur C. Thomas Howell (l'un des protagonistes du film) a participé. En 2016, les panneaux de rue à l'angle ont été modifiés pour devenir "The Outsiders Way" et "The Curtis Brothers Lane". Depuis son ouverture, le musée abrite maintenant une collection de souvenirs de The Outsiders. Lors de l'émission de quiz Jeopardy!, une question sur lui et le musée a été posée : « Le rappeur Danny Boy O'Connor a adoré la maison de Tulsa utilisée dans la version cinématographique du livre The Outsiders de cet auteur, alors il l'a restaurée ». À propos du musée, Hinton a déclaré : « Danny a fait un travail remarquable avec The Outsiders House Museum. Des gens viennent de partout aux États-Unis, et même du monde entier. Il a dit que des adolescentes sont déjà entrées et se sont mises à pleurer. Ça me sidère». Le musée est largement salué comme une destination incontournable, surtout pour les fans du film ou du roman, et figure régulièrement parmi les principales attractions de Tulsa,,. Dans la liste des 25 choses à manger, voir et faire cet été de People magazine en 2024, The Outsiders House Museum a été classé à la 3e place. Pour ses efforts en préservant un monument culturel, O'Connor a reçu une clé de la ville de Tulsa.
Le 1er novembre de cette année-là, l'institution a installé une plaque commémorative d'une scène de Rumble Fish (1983), un autre film de Coppola basé sur un roman de Hinton, filmé à Tulsa, dans une ruelle au sud de la 5e rue entre Main Street et Boston Avenue.
En 2021, séparément de The Delta Bravo Urban Exploration Team et du musée de la maison de The Outsiders, O'Connor a joué dans le film à suspense Ida Red. La même année, il a été interviewé dans le documentaire de Soleil Moon Frye Kid 90.
Le 3 juin 2022, O'Connor a lancé une exposition de photographies intitulée We Saw the Same Sunset au Mother Road Market. Elle présente des photos de mille couchers de soleil prises depuis la même fenêtre au treizième étage du Mayo Hotel. O'Connor a déclaré : « Cette exposition est ma déclaration d'amour pour Tulsa, lorsque je suis passé de L.A. à Tulsa il y a cinq ans, j'ai été émerveillé par les couchers de soleil de Tulsa. J'aime l'idée que nous partagions tous le même coucher de soleil, peu importe nos différences, nous rapprochant ainsi les uns des autres.» Le 10 juin, le court-métrage Old House New Home, où O'Connor est crédité comme producteur exécutif,[citation nécessaire] a été projeté au DeadCENTER Film Festival, où il a remporté le prix du meilleur court-métrage Okie. Le documentaire traite des efforts d'O'Connor pour préserver la maison de musée pour The Outsiders House Museum. Lors de ce même festival, le thriller Out for Exile a été projeté, dans lequel O'Connor joue un rôle. En octobre, O'Connor et le musée de la maison de The Outsiders ont publié le livre The Outsiders ‘Rare and Unseen’, qui contient 148 photos de David Burnett, le photographe du plateau. O'Connor a expliqué : « Nous avons d'abord récupéré le premier lot de photos, puis [Burnett] a dit qu'il y en avait peut-être d'autres. Ils ont trouvé les photos plus brutes, et pour moi, c'est là que ça devient intéressant, car elles ne sont pas retouchées, les gens sont plus naturels, ils ne posent pas. »
En 2023, O'Connor a joué dans deux films de John Swab, Little Dixie et One Day as Lion,. Le 14 avril de cette année-là, dans le cadre d'une célébration du 40e anniversaire de la sortie de The Outsiders, O'Connor a installé une plaque commémorative du film au ciné-parc Admiral Twin où une scène a été filmée.
En février 2024, O'Connor a servi de juge aux côtés d'Olivia Jordan et Zac Hanson pour la compétition de talents The Big Show Off. L'événement a été créé pour collecter des fonds et sensibiliser aux problèmes de sans-abrisme à Tulsa. Ce mois-là, le documentaire Mad Props a débuté sa projection en salles. Ce film parle des collectionneurs de props de cinéma et O'Connor fait partie des interviewés. En mai, O'Connor et The Outsiders House Museum ont publié le livre The Outsiders On Set, qui contient 254 pages de photos de Nancy Moran, une photographe qui a visité le plateau de The Outsiders pendant le tournage. O'Connor a expliqué qu'en découvrant l'existence de ces photos supplémentaires, il a contacté Moran, qu'il ne connaissait pas, et à sa grande surprise, elle lui a permis d'avoir les négatifs pour qu'il puisse les développer. Le 14 décembre, lors du 98e défilé de Noël annuel de Tulsa, le thème du défilé était The Outsiders House Museum avec "Stay Gold, Merry, and Bright", et O'Connor a servi de Grand Marshal.
En janvier 2025, lors de l'événement annuel de la Chambre de commerce régionale de Tulsa, des prix ont été attribués aux partenaires dont les efforts ont été appréciés en 2024. O'Connor a remporté le prix du "Partenaire de l'année" pour le "Tourisme régional".
Actuellement, O'Connor est membre de la Commission des arts de la ville de Tulsa. Cela est survenu lorsque le maire a recherché des Tulsans prêts à consacrer leur temps à une autorité, un conseil ou une commission de la ville de Tulsa. L'initiative vise à créer des comités citoyens avec une diversité d'intérêts et leurs conseils pour élaborer des politiques futures.

## Vie personnelle
Au sommet de la carrière de House of Pain, O'Connor a entretenu une amitié avec Mickey Rourke et a eu une relation amoureuse avec Soleil Moon Frye (avec qui il maintient une amitié).

## Distinctions
1992 - Nomination aux Grammy Awards pour la meilleure performance rap par un duo ou groupe - "Jump Around" - avec House of Pain
2017 - Diplôme de lycée honorifique - Will Rogers High School
2018 - Clé de la ville - Tulsa, Oklahoma
2025 - Tulsa Regional Chamber - Lauréat - Partenaire de l'année : Tourisme régional

## Discographie
avec House of Pain
- House of Pain (1992)
- Same as It Ever Was (1994)
- Truth Crushed to Earth Shall Rise Again (1996)

avec XSupermodels
- Artificial Intelligence (2001) - album promotionnel

avec La Coka Nostra
- A Brand You Can Trust (2009)
- Masters of the Dark Arts (2012)
- To Thine Own Self Be True (2016)

## Filmographie

### Acteur
- Who's the Man? (1993) - Steve
- Shake, Rattle and Rock! (1994) - Cochran's Drummer Boy
- Wild Horses (1998)
- Let Me Make You a Martyr (2016) - Willie
- Ida Red (2021) - Bird
- Out for Exile (2022)
- Little Dixie (2023) - Coka
- One Day as Lion (2023) - Prison Guard MacDougal

### Interviewé
- Kid 90 (2021)
- Mad Props (2024)

### Producteur
- Just for Kicks (2005)
- Old House New Home (2022)